# Tia Maria do Jongo
Maria de Lourdes Mendes (Rio de Janeiro, 30 de dezembro de 1920 – Rio de Janeiro, 18 de maio de 2019), conhecida como Tia Maria do Jongo, foi uma jongueira, guardiã do jongo da Serrinha e fundadora do GRES Império Serrano.
Nascida no Morro da Serrinha, em Madureira, zona norte do Rio, era filha dos ex-escravizados Etelvina Severo de Oliveira e Francisco José de Oliveira, foi a sexta de nove irmãos, que juntos, fundaram a Escola de Samba Império Serrano, em 1947. Entre eles, Sebastião Molequinho, Tia Eulália, Dona Conceição e João Gradim. 
Casou-se com Ivan Mendes, com quem teve dois filhos.
Em 1970, Vovó Maria Joana e seu filho Darcy criaram o grupo Jongo da Serrinha. Em 1977, foi convidada por Mestre Darcy para entrar no grupo. 

O Jongo é um ritmo de origem Bantu, trazido pelos negros escravizados no Brasil Colônia, que se popularizou no interior dos estados do Rio de Janeiro, Minas Gerais e São Paulo. Tia Maria foi uma das guardiãs do ritmo, que desde 2005, é considerado patrimônio imaterial do Brasil.
"O jongo sempre existiu na Serrinha. Eu era criança ainda. Quando minha mãe veio aqui para o Rio, em 1910, ela trouxe o jongo de Minas e encontrou aqui. Tinha o jongo na Portela, na Mangueira, no Salgueiro. Não tinha escola de samba, era no morro, as famílias que tinham o jongo lá. E tinha na Serrinha.", disse Tia Maria em entrevista para o Museu da Pessoa.
Tia Maria ensina que antes de começar o Jongo: 
"Nós cantamos um bendito. “Bendito, louvado seja, é o rosário de Maria. Bendito, louvado seja, é o rosário de Maria. Bendito pra Santo Antônio, bendito pra São João, senhora Sant’Ana. Saravá, meus irmãos. Saravá, ongoma quita. Saravá, meu candongueiro. Abre, Caxambu. Saravá, jongueiro. Bendito, louvado seja, meus irmãos. Agora mesmo que eu cheguei, foi pra saravá. Bendito, louvado seja. Senhora Sant’Ana. Agora mesmo que eu cheguei foi pra saravá.” Aí vai. Vamos cantando outra, eu canto, elas cantam. É bom demais!"
Ao longo da sua trajetória, Tia Maria ganhou o título de mestre griô exatamente por guardar e transmitir seus saberes, além de suas muitas histórias. 
Desfilou pela Ala das Baianas da Cidade Alta, do Império Serrano.

Em 2019 foi agraciada com o prêmio Sim à Igualdade Racial — uma iniciativa do Instituto Identidades do Brasil, ID-BR, na categoria Arte em Movimento. Ela concorria com o ator Fabrício Boliveira e o rapper Djonga. Ao receber o prêmio, convidou a todos a conhecer a Casa do Jongo.
“O jongo da Serrinha agradece e terá um grande prazer, se vocês um dia puderem passar uma tarde com a gente lá. O jongo é bom. Vocês vão gostar”, disse Tia Maria, na ocasião do recebimento do Prêmio. 
Faleceu em 18 de maio de 2019, em Irajá na Zona Norte do Rio de Janeiro, aos 98 anos, dias após recber o prêmio. O velório ocorreu na quadra do Império Serrano, em Madureira e foi enterrada em Irajá, na Zona Norte do Rio. Tia Maria do Jongo era a última fundadora viva da agremiação.
Nos últimos anos de sua vida, Tia Maria passou a compor pontos de jongo e a cantar nas apresentações do Jongo da Serrinha. Sua casa tornou-se o local de confraternização do grupo para ensaios e festejos de antigas tradições como a feijoada em homenagem aos pretos velhos no dia 13 de maio, a distribuição de doces de São Cosme e São Damião.
Em 2020, foi uma das figuras femininas homenageadas pelo Império Serrano no enredo “Lugar de mulher é onde ela quiser!”.